# Hertogdom Lauenburg (1815-1876)
Het hertogdom Lauenburg (Duits: Herzogtum Lauenburg, Deens: Hertugdømmet Lauenborg) was een staat in het noorden van Duitsland. Het hertogdom was achtereenvolgens lid van de  Duitse Bond, de Noord-Duitse Bond en het Duitse Keizerrijk. Tussen 1815 en 1864 werd Lauenburg geregeerd door de koning van Denemarken en bestuurd vanuit Kopenhagen. In 1864 werd het hertogdom na de Tweede Duits-Deense Oorlog veroverd door Pruisen. In 1876 werd Lauenburg onderdeel van de Pruisische provincie Sleeswijk-Holstein. De hoofdstad en het lokale bestuur van het hertogdom waren gevestigd in Ratzeburg.

## Geschiedenis

### Deense tijd
Na de Franse nederlaag kwam er in 1815 op het Congres van Wenen een gecompliceerde ruil tot stand tussen Zweden, Denemarken, Pruisen en Hannover. Hierbij kwam Lauenburg grotendeels aan Denemarken. Alleen de exclave amt Neuhaus bleef bij Hannover. Ook in deze tijd werd Lauenburg afzonderlijk geregeerd. De regering zetelde in de Duitse kanselarij te Kopenhagen, vanwaar ook Sleeswijk en Holstein werden geregeerd.
In de Eerste Duits-Deense Oorlog (1848-1851; zie ook Sleeswijk-Holsteinse kwestie) werd Lauenburg door Hannover bezet en door een commissaris van de Duitse Bond bestuurd, tot Oostenrijk het in 1851 bezette en weer aan Denemarken overdroeg. Dit land moest Lauenburg na de Tweede Duits-Deense Oorlog in 1864 afstaan aan Pruisen en Oostenrijk. Deze landen regeerden het samen met Sleeswijk en Holstein als condominium. Krachtens het Verdrag van Gastein kreeg Pruisen in 1865 Lauenburg en Sleeswijk alleen in handen.

### Pruisische tijd
De Lauenburgse stenden boden de Pruisische koning Wilhelm I in 1865 de hertogstitel aan, die hij aannam. Hij regeerde het hertogdom in personele unie met Pruisen en benoemde premier Otto von Bismarck tot minister ervan.
Lauenburg trad in 1867 als aparte staat toe tot de Noord-Duitse Bond en in 1871 tot het Duitse Keizerrijk. Op 1 juli 1876 werd het hertogdom formeel bij Pruisen ingelijfd. Sindsdien vormt het als Herzogtum Lauenburg een district, aanvankelijk in de provincie Sleeswijk-Holstein, sinds 1946 in de deelstaat Sleeswijk-Holstein.
Bismarck ontving in 1890 bij zijn ontslag van Wilhelm II de titel hertog van Lauenburg. Deze titel, die hij na een aanvankelijke weigering toch aanvaardde, voerde hij echter nooit.

## Hertogen
- Zie lijst van hertogen van Lauenburg

Anhalt (1863-1866) ·
Anhalt-Bernburg (1815-1863) ·
Anhalt-Dessau-Köthen (1853-1863) ·
Anhalt-Dessau (1815-1853) ·
Anhalt-Köthen (1815-1853) ·
Baden · Beieren · Bremen · Brunswijk · Frankfort · Hamburg · Hannover · Hessen-Darmstadt · Hessen-Homburg · Hessen-Kassel · Hohenzollern-Hechingen · Hohenzollern-Sigmaringen · Holstein · Lauenburg · Liechtenstein · Limburg · Lippe · Lübeck · Luxemburg · Mecklenburg-Schwerin · Mecklenburg-Strelitz · Nassau · Oldenburg · Oostenrijk · Pruisen · Reuss jongere linie · Reuss oudere linie · Saksen · Saksen-Altenburg · Saksen-Coburg en Gotha · Saksen-Meiningen ·  Saksen-Weimar-Eisenach · Schaumburg-Lippe · Schwarzburg-Rudolstadt · Schwarzburg-Sondershausen · Waldeck-Pyrmont · Württemberg
Anhalt · Baden · Beieren · Bremen · Brunswijk · Elzas-Lotharingen · Hamburg · Hessen · Lauenburg · Lippe · Lübeck · Mecklenburg-Schwerin · Mecklenburg-Strelitz · Oldenburg · Pruisen · Reuss jongere linie · Reuss oudere linie · Saksen · Saksen-Altenburg · Saksen-Coburg en Gotha · Saksen-Meiningen · Saksen-Weimar-Eisenach · Schaumburg-Lippe · Schwarzburg-Rudolstadt · Schwarzburg-Sondershausen · Waldeck · Württemberg